# Манча
Ма́нча — деревня в Дмитровичском сельсовете Березинского района Минской области. Находится в 31 км к северу от города Березино, в 39 км от ж/д станции Бобр на линии Минск-Орша, в 131 км от Минска. На севере граничит с лесом, на юге течёт река Манча (приток реки Березина). Транспортная связь по местной дороге через д. Орешковичи и далее по трассе Минск-Могилёв.

## История

### В составе Российской империи
Согласно переписи 1897 года хутор Манча (он же Закрайчи) в Велятичской волости Борисовского уезда Минской губернии. Хутор насчитывал 22 двора, 165 жителей. В 1908 году — деревня, 37 дворов, 232 жителя.

### После 1917
С 20 августа 1924 года в Оздятичском с/с Борисовского района Борисовской округи, с 9 июня 1927 Минской округи. В 1930 году создал колхоз имени Воровского, который в 1952 году вошёл в состав колхоза «Большевик». С 20 февраля 1938 в составе Минской области. До войны в деревне была построена церковь. На фронтах Великой Отечественной войны и в партизанской борьбе погибли 13 жителей. В 1960 году проживало 282 жителя. В 1965 году из Оздятичского с/с Борисовского района передана в Дмитровичский сельсовет Березинского района. В 1980 году в составе колхоза «Большевик» (центр — д. Орешковичи), работал магазин.

### В настоящее время
В 2003 году насчитывалось 31 хозяйство, 64 жителя. В 2008 году насчитывалось 28 хозяйств, 60 жителей.

## Планировка
Планировочно складывается из вытянутой криволинейной улицы меридиональной ориентации, застроенной с двух сторон деревянными домами усадебного типа.